# Timezones - Explained by Use of Light
Timezones - Explained by Use of Light er en dansk dokumentarfilm fra 2004, der er instrueret af Nikolai Østergaard efter manuskript af Nikolai Østergaard.

## Handling
Kort poetisk film om tid og kærlighed. En kærlighedsaffære tager sin begyndelse i Italien og fører os til Californien.